# 참근교대

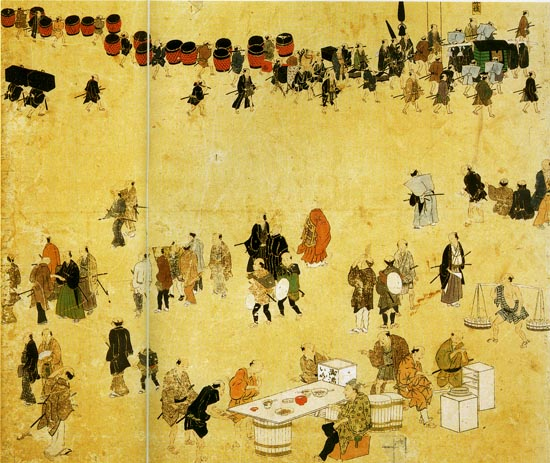
참근교대를 묘사한 19세기의 그림

참근교대(일본어: 参勤交代 산킨코타이[*])는 에도 시대에 각 번의 영주들인 다이묘와 쇼군의 직속 가신인 하타모토의 가주 격인 고타이요리아이에게 영지와 에도를 번갈아 오가게 한 제도이다. 다이묘와 고타이요리아이는 격년으로 영지와 에도에서 생활하여야 하였고 정실 부인과 후계자가될 아들은 계속하여 에도 번저에 머물러야만 하였다.
에도 시대 일본 각지의 250명 이상의 다이묘는 2년에 한 번씩 1년 가량 에도에 마련된 저택에 머물며 쇼군을 알현하고 다시 영지로 돌아가 통치하는 참근교대를 하여야 하였다. 영지와 에도를 오가는 비용과 에도에서의 채류 비용 등은 모두 다이묘 스스로가 부담하여야 하였기 때문에 참근교대는 매우 큰 비용을 소모하는 일이었고 재정에 큰 부담을 주어 감히 쇼군에 대항할 수 없게 되었다.
참근교대는 각 번과 다이묘에게는 막대한 비용 부담을 주는 일이었으나, 이로 인해 에도 시대의 일본은 교통과 통신, 상공업이 발달하는 효과가 있었고 전국에서 에도로 물자와 사람이 오가면서 서로의 문화와 풍속이 전파되기도 하였다.

## 배경

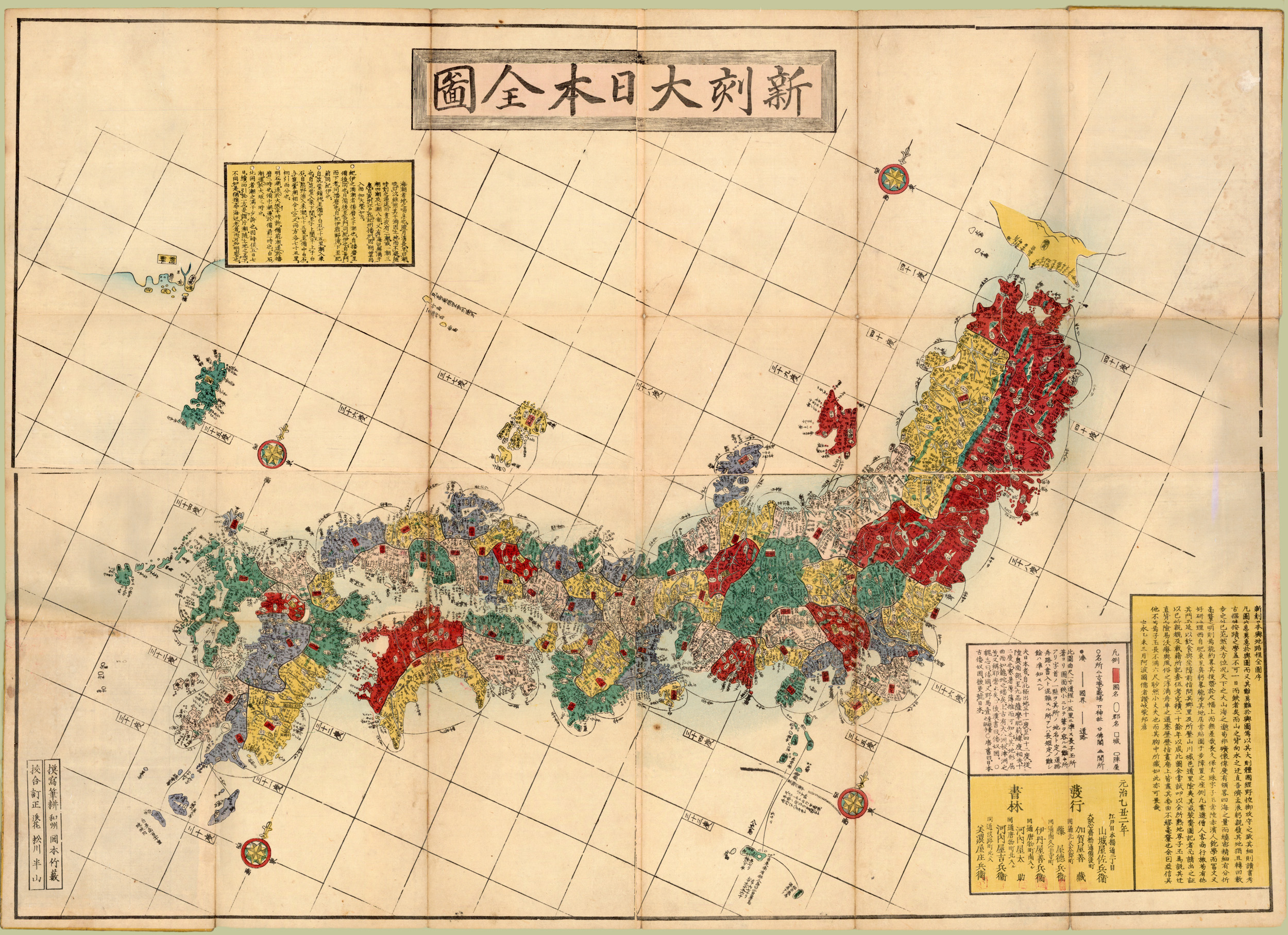
1860년 제작된 《신각대일본전도》. 각 번의 경계가 표시되어 있다.

일본은 헤이안 시대까지 교토의 헤이안쿄에 있는 천황이 율령국가의 면모를 갖추고 중앙정부를 구성하고 있었으나 당시에도 후지와라와 같은 씨족이 막강한 영향력을 발휘하였고 천황의 영향력은 이른바 "동이(東夷)의 추장"이라 불리던 아베의 오쿠로쿠군(奥六郡) 이상을 넘지 못하였기 때문에 이 당시에도 일본의 지방은 사실상 독립적인 자치 지역들로 구성되어 있었다. 헤이안 정부는 이들 권세가들에게 적절한 관직을 부여하여 충성을 다짐받는 느슨한 통제를 할 수 있을 뿐이었다.:111-159 가마쿠라 막부 시대에 들어 막부의 수장인 쇼군이 실질적인 정치의 수장이 되면서 천황의 역할은 쇼군의 지위에 대한 정당성을 부여하는 상징적 역할에 머물게 되었고 이후 무로마치 막부 시기 말이 되자 일본의 각지는 사실상 독립국인 번들로 나뉘면서 다이묘가 일본 정치의 전면에 등장하고 무로마치 막부의 영향력 상실과 함께 1백년이 넘는 센고쿠 시대의 끊임없는 전쟁 상태에 빠지게 되었다.:232-239
각지의 다이묘가 상쟁하는 센고쿠 시대는 오다 노부나가, 도요토미 히데요시, 도쿠가와 이에야스 등이 각지를 복속시키며 종식되었고 결국 도쿠가와 막부가 성립되면서 에도 시대가 시작되었다. 새로운 막부를 연 도쿠가와는 다이묘들의 모반을 사전에 방지할 필요가 있었고, 참근교대를 통해 다이묘가 수시로 쇼군을 알현하게 하는 한편, 정실 부인과 후계자를 에도에 상주하게 하여 모반을 막을 인질로 활용하였다. 각 번의 다이묘들은 자치권을 인정받고 있었고 자체적인 병력을 보유하고 있었기 때문에 막부가 약화될 경우 언제든 모반이 일어날 가능성을 배제할 수 없었기 때문이다.
참근교대 자체는 가마쿠라 시대에 이미 시행되었던 제도로 지방의 슈고들을 3년에 1번 두 달 가량 불러들여 쇼군을 알현하게 하였다. 무로마치 시대에도 호소카와, 하타케야마 등은 교토에 머물렀고 다른 다이묘들은 교토에 참근하였다. 센고쿠 시대의 일부 센고쿠 다이묘는 휘하의 무사들을 성 아래에 모여 살게하였다. 오다 노부나가와 도요토미 히데요시 역시 이러한 제도를 운영하여 오다 노부나가는 아즈치성 아래에 자신에게 복속한 다이묘의 거처를 마련하였고 도요토미 히데요시 역시 본거지인 오사카성, 교토의 주라쿠다이, 후시미성 등에 다이묘가 처와 자녀를 데리고 살 수 있도록 저택을 건축하였다. 도쿠가와씨의 전국적 지배가 기정 사실이 되자 각지의 다이묘들이 자발적으로 참근을 청하며 쇼군에 대한 복속을 맹세하자 도쿠가와 이에야스도 전례를 따라 에도성 주변에 에도 번저를 설치하였다.
애초에 참근 자체는 자발적인 것에서 시작하였지만 점차 제도로서 정착되어 1617년(겐나 3년) 무렵에는 아즈마노고쿠와 세이고쿠의 다이묘 모두가 참근하는 상태가 되었다. 도쿠가와 막부가 안정기에 접어든 1635년(간에이 12년) 도쿠가와가의 3대 쇼군이었던 도쿠가와 이에미쓰는 번주들에게 쇼군에 대한 복속과 병역 부담을 제도화한 참근교대를 의무화하였다. 이 제도에 따라 모든 다이묘들은 에도와 자신의 영지를 번사를 비롯한 가신을 이끌고1년 씩 번갈아 오가면서 정실 부인과 후계자는 에도에 상주하게 하였다. 이 해 8월 막부는 도쿠가와의 측근인 후다이 다이묘에게도 처자식이 영지를 떠나 에도에 머무르도록 명령하여 참근교대는 다이묘 누구에게나 예외 없이 적용되는 제도로 자리잡았고 《무가제법도》를 개정하는 간에이령을 선포하여 명문화하였다.
한편, 고대와 중세 시기를 거치며 일본의 불교 사찰은 사실상 독자적인 세력으로 성장하였기 때문에 도쿠가와 막부는 고야산의 곤고부지와 같은 큰 규모의 사찰에도 참근교대와 유사한 에도 재번(江戸在番)을 명령하였다.

## 명칭
참근(参勤)이라는 말은 자신의 영지를 떠나 에도의 막부에 출석한다는 의미이고, 교대(交代) 또는 취봉(就封)은 참근이 해제되어 영지로 돌아간다는 의미이다. 주군인 쇼군을 알현하고 그 옆에서 보좌하는 것이기 때문에 참근(参覲)이라고 하기도 하였으나 일반적으로는 참근(参勤)이라는 용어가 더 흔히 쓰였다. 에도 시대 다이묘와 사무라이들에 대한 법률인 《무가제법도》에서는 교대 대신 교체(交替)라는 용어를 쓰고 있다.

## 규정과 시행
에도 막부의 3대 쇼군 도쿠가와 이에미쓰는 《무가제법도》를 정비하고 간에이령(寛永令)을 선포하였다. 대형선박의 건조 금지를 비롯한 19조항으로 이루어진 간에이령에서 참근 교대는 다음과 같이 규정되었다.
一, 다이묘 및 소묘는 에도 교체를 번갈아 한다. 매년 여름 4월 중에 참근을 이루어야 한다. 최근 들어 종자의 인원 수가 너무 많아 한편으로는 군국의 비용이 크고 또한 인민의 노고가 크다. 향후로는 상응하는 인원을 감소하여 이루어 지도록하여 상경 절차와 영지로 돌아가는 데에서 백성을 동원하는 공역(公役)에 적절한 한계를 둔다.

이 제도의 가장 큰 목적은 다이묘를 영지와 물리적으로 분리하여 영지와 다이묘 사이의 물질적, 정신적 유대를 약화시키는 것이었다. 아울러 막부가 명시적으로 의도하지는 않았으나 잦은 참근교대로 다이묘의 재정이 약화되는 부수적 효과가 있었다. 격년에 한 번 있는 참근교대는 번 재정의 상당량을 일시에 소비하게 하였기 때문에 다이묘가 병력의 강화와 같은 독자적 행위를 하기 힘들게 하였다. 이에 더해 번에 대규모 토목공사를 지시하는 수전보정(일본어: 手傳普請 데츠다이후신[*]) 정책으로 각 번의 재정은 늘 여유가 없는 상태였다. 참근교대가 각 번의 재정에 막대한 악영향을 주는 것은 막부도 잘 알고 있었고 번의 재정이 파탄나지 않도록 석고에 따라 수행 규모를 조정하여 주었으나, 이러한 조치에도 다이묘 행렬에 드는 비용은 여전히 재정적으로 큰 부담이었다.。
《무가제법도》에서 참근교대를 명문화한 이후 각 번의 다이묘들은 격년으로 에도와 영지를 왕복하는 것이 의무화되었고, 다이묘 행렬이 오가는 도로의 정비를 비롯하여 도중의 숙박비와 여행 경비, 영지와 에도에서 머무를 저택의 유지 비용 등에 막대한 비용이 소모되었다. 미토번과 같은 경우에는 참근교대와 별도로 에도에 상주하는 가신으로 구성된 죠후(定府)를 운영하였다. 무로마치 막부 초대 쇼군이었던 아시카가 다카우지의 후예가 번주인 기쓰레가와번과 같이 참근교대의 의무가 면제된 곳이 있기는 하였으나 거의 모든 다이묘가 예외 없이 참근교대를 하였다.
1665년(간분 5년) 다이묘 증인제도가 폐지되어 유력 가신의 자제까지 에도성에 상주하는 의무는 없어졌지만 다이묘의 정실부인과 후계자는 막부가 폐지될 때까지 계속하여 에도에 머물렀다. 이러한 비용 부담이 매우 컸기 때문에 1673년(엔호 원년) 사누키의 다카마쓰번 번주였던 마쓰다이라 요리시게는 은퇴하면서 당시 쇼군이었던 도쿠가와 이에쓰나에게 참근교대를 간소화해 줄 것을 청하였다. 1722년(교호 7년) 교호 개혁의 일환으로 1만 석의 봉지에 대해 1백 석의 쌀을 막부에 상납하게 하는 상미 제도를 시행하면서 에도에 머무르는 기간을 반년으로 줄였지만 막부내 반발이 심하여 1730년(교호 15년) 다이묘의 에도 채류 기간은 종전과 같이 1년으로 복귀되었다.

### 제도 폐지
1853년(가에이 6년) 미국 메슈 페리의 포함외교로 일본이 개항한 뒤 200년 이상 지속되던 에도 막부의 쇄국정책이 종료되었다. 1862년(분큐 2년) 8월 분큐 개혁으로 불리는 규제 완화를 선포하여 참근교대의 주기를 3년에 1 회로 조정하면서 에도 채류 기간 또한 1백일로 단축하였고 다이묘의 처자 또한 에도 거주 의무가 사라져, 이후 다이묘 등의 채류를 위한 에도 저택의 수가 감소하기 시작하였다. 서양 열강의 등장에 대비하기 위해 일본 전국의 군비 증강이 필요하여 이루어진 이 조치로 각 번의 무력 증강은 이루었지만 결과적으로 에도 막부의 통제력 약화로 이어졌다.
이러한 막부 영향력 하락은 1864년(겐지 원년) 교토에서 일어난 조슈번과 아이즈번의 무력 충돌인 금문의 변이 일어난 배경이 되었다. 금문의 변 이후 막부의 영향력은 급격히 쇠락하여 결국 1867년(게이오 3년) 막부의 권력을 천황에게 이양하는 대정봉환이 이루어졌고 이에 따라 참근교대 역시 폐지되었다.

## 참근교대의 과정

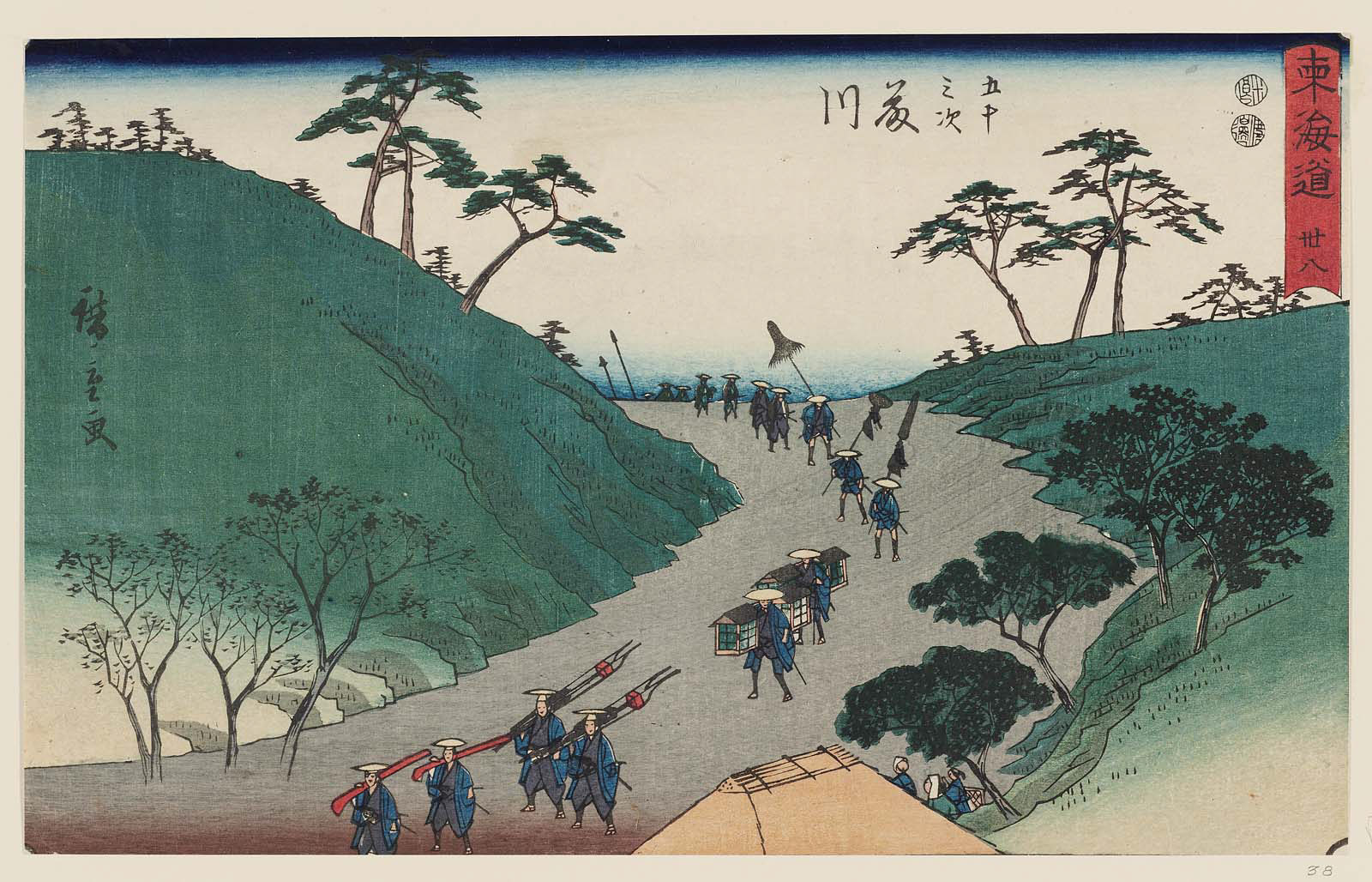
19세기 중반에 그려진 도카이도를 지나는 참근교대 행렬

### 준비
가가번의 가로였던 요코야마 마사히로(横山 政寛)가 남긴 《어도중일기》(御道中日記)에는 매일 매일의 참근교대의 모습이 그날의 비용, 어려운 점 등과 함께 상세히 기록되어 있다. 이 외에도 각 번의 참근교대와 관련한 자료는 오늘날까지 많이 남아있다.
참근교대는 매년 4월에 이루어지지만 그 준비는 반년 전부터 이루어졌다. 예산을 확보하고 다른 다이묘와 숙박 장소가 겹치지 않도록 조정하는 것이 시작이었다. 도쿠가와 고산케나 막부의 관리. 칙사, 다른 다이묘들이 한 번에 에도로 향하게 되므로 이들의 행렬이 길에서 뒤엉키지 않으려면 경로와 일정을 미리 조정하여야 하였고 여행 중 숙박할 곳과 숙박비도 미리 협상하여야 하였다. 〈가나자와 이타바시 사이의 역참 이정표〉(金沢板橋間駅々里程表)는 오늘날 이시카와현의 가나자와시에서 도쿄도의 이타바시슈쿠 사이의 슈쿠바를 모두 다이어그램으로 나타내고 그 사이의 거리를 기록한 것으로 행렬의 이동 경로를 미리 계획할 수 있도록 제작되었다.
참근교대는 원래 막부에 제출한 에도 도착 기일까지 당도해야 하는데다 수 많은 인원이 동원되어 하루라도 늦을 경우 오늘날 가치로 수천만엔의 손실이 발생하였기 때문에 다이묘의 입장에서는 정해진 기한 안에 도착하는 것이 매우 중요하였다. 이 때문에 다리와 도로가 정비되어 있지 않은 곳은 미리 이를 건설하고 정비하였다. 이렇게 하여도 통행이 어려운 곳이 있었기 때문에 이 경우엔 인근 주민을 고용하여 물자의 이동을 돕도록 하였다. 다이묘에 따라서는 큰 강이나 바다를 건너야 하는 경우도 있었다. 가가번의 경우 가파른 절벽인 오야시라즈를 넘는 것이 가장 어려웠고 인근 주민 7백인을 동원하였다는 기록이 있다. 기슈번에서는 번사가 수개월 전부터 행렬이 지날 경로를 미리 답사하여 일정에 차질이 없도록 준비하였다.

### 일정
격년 마다 에도와 영지를 오갔기 때문에 이웃한 번의 다이묘와 겹치지 않도록 기일이 배정되었다. 다이묘에 따라 4월, 6월, 8월, 12월 등에 영지를 출발하도록 되어 있었고 에도 출발은 2월과 8월로 나뉘어 배정되었다. 이렇게 일정을 배정한 것은 다이묘들이 이를 빌미로 회합하여 담합하지 못하도록 한 의도이다.

### 출발
다이묘의 행렬에는 군역을 질 병력과 무사를 비롯한 수 많은 수행원이 따랐다. 이들 중에는 행렬의 부상이나 질병을 살필 의사, 다도를 위한 가원 등이 있었고 여정 중의 매사냥을 위한 인원도 있었다. 수행원의 숙식을 위한 각종 비품과 식량도 함께 운반하여야 하였고 다이묘 전용의 다도구와 식기 등을 별도로 챙겨야 하였다. 행렬의 인원은 다이묘의 지위에 따라 규정되 있었는데 흔히 가가백만석이라 불렸던 대형 번인 가가번의 경우 2천5백여 명에서 3천여 명의 규모가 일반적이었고 많게는 4천여 명이 행렬을 이루기도 하였다. 도쿠가와 고산케의 하나인 기슈 도쿠가와가의 1841년(덴포 12년) 참근교대에는 무사 1639 명, 인부 2337 명, 말 103 두가 동원되었고 이들의 행렬이 지날 때 인근 주민들이 구경하러 몰려들었다고 한다.
영지와 에도를 오가는 이동시간은 다이묘마다 차이가 있었지만 영지의 조카마치에서 머무르는 것을 제외하면 숙박할 때마다 비용이 들었기에 최대한 빨리 이동하려 하였다. 행렬은 하루 평균 여섯 시간에서 아홉 시간 정도 걸어 매일 약 30-40 km 정도를 이동하는 것이 보통이었지만 급히 서둘러야 할 경우 하루 50 km의 이동을 보이기도 하였다.
많은 다이묘가 같은 시기에 참근교대에 나섰으므로 가도와 숙소는 혼잡하였다. 세이고쿠의 번주들의 경우 초기에는 해로를 이용하여 우선 오사카로 향한 뒤 육로를 이용하였으나 후기에 들어 비용 절약을 위해 가장 가까운 경로로 바다를 건너고 육로를 더 많이 이용하는 것이 선호되었다.。

### 영지 통과
다이묘는 번을 다스리는 영주였으므로 자신의 영지를 행렬할 때 위엄을 드러내고자 하였다. 수행원들은 복장을 잘 갖추고 역할에 따라 도열하여 행진하였고 최대한 많은 사람을 동원하여 실무가 없는 사람들도 행렬에 세워 장대한 광경을 연출하고자 하였다. 이 행렬에 참가한 사람들 절반 정도는 조카마치를 벗어나 가도에 들어서는 것으로 임무를 완료하여 해산하였고 나머지 인원들만이 실제 에도로 출발하였다. 가도에 오른 다이묘 행렬은 첫 숙박을 할 슈쿠바로 향했다.
혼슈의 다이묘는 육로로도 충분하였으나 규슈와 시고쿠 같은 곳의 다이묘는 부득이하게 해상을 이용할 수 밖에 없었기 때문에 더 큰 비용이 들었다. 다이묘 행렬이 육로를 지나면 마주오던 서민들은 길 한켠으로 비켜나 행렬이 지나기를 기다려야 하였고 말을 타고 있던 경우엔 반드시 말에서 내려야 하였다. 자신이 속한 번주의 행렬에 대해서는 도게자를 하였다. 파발이나 출산을 돕기 위해 가던 산파와 같이 응급한 용무가 있는 경우를 제외하면 행렬 앞을 가로지를 수 없었고 행렬을 가로막거나 어지럽히는 행위는 무례한 것으로 여겨져 에도 시기 법전 《공사방어정서》(公事方御定書)의 제71조 부가 조항인 기리스테고멘에 따라 경우에 따라서는 칼로 베어버릴 수 있었다. 행렬이 지나고 있음을 알리는 사람이 선두에 서서 큰 소리로 외쳤는데 도쿠가와 고산케의 경우 "물럿거라"(일본어: 下に 시타니[*])라고 외쳤고 그 외의 번주들의 경우 "비켜서라"(일본어: 片寄れー 가타요레-[*])하고 외쳤다. 막부 말기 서양인들이 일본에 거주하게 되면서 제도를 이해못하여 문제가 일어나기도 하였다. 1862년 시마즈 히사미쓰의 참근교대 행렬을 영국인이 말을 탄 채 방해하자 무례하다며 칼로 베어버린 나마무기 사건이 있었고 이로 인해 사쓰에이 전쟁이 일어났다.

### 영지 밖
참근교대 행렬은 다른 가문의 영지를 지날 수 밖에 없었고 통과하는 측의 다이묘가 사자를 보내 선물을 전하며 양해를 구했다. 경우에 따라서는 도로의 정비를 위한 비용이나 선박의 건조 자금을 지원해 주기도 하였다. 다른 지방 다이묘를 맞이하는 측에서도 받은 선물에 대해 답례를 하는 것이 관례였다.
참근교대 행렬은 다이묘들끼리 서로 마주치는 일이 없도록 사전에 조정되었지만 피치 못할 사정으로 길에서 서로 마주치게 될 경우 가마에서 내려 예의에 어긋났다며 사과하였다.。
백성은 다른 번의 다이묘 행렬이 지날 때도 말에서 내리고 길 한켠으로 물러나 지나기를 기다려야 하였지만 도쿠가와 고산케를 제외하면 도게자를 할 필요는 없었다.
비교적 정비가 잘 되어 있었던 도카이도를 지나는 다이묘의 경우에도 다리가 마련되어 있지 않은 강이 범람하면 행렬을 멈출 수 밖에 없었다. 이 경우 비용 절감을 위해 막부의 허락을 얻어 내륙의 나카센도를 이용하였다.

### 숙박

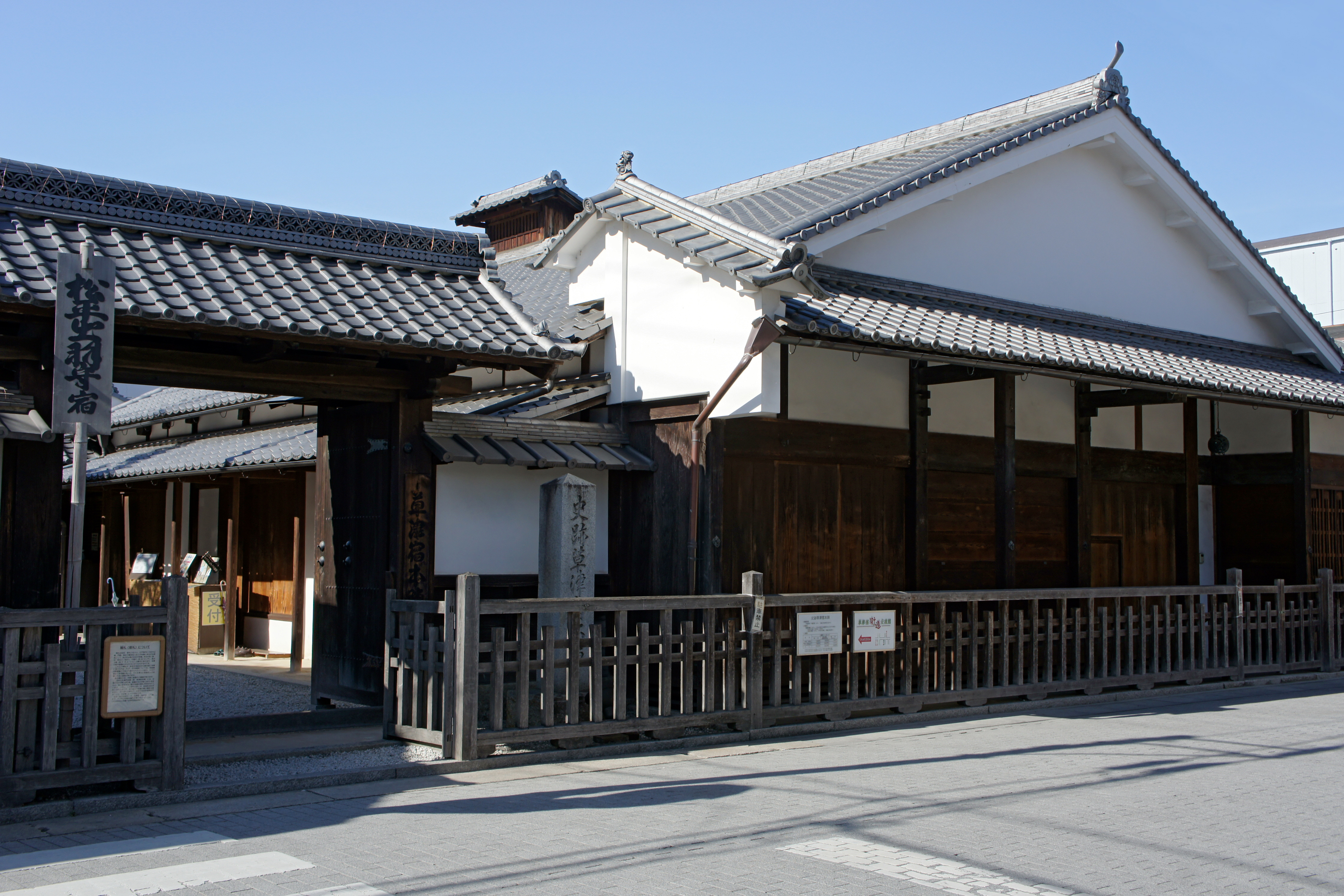
도카이도 구사츠주쿠의 혼진

참근교대 중 다이묘가 숙박하였던 곳은 혼진(本陣)이라 불렸다. 혼진은 지방의 숙박 업주가 관리하였고 다이묘가 머물게 되면 호위하는 사람들과 잠잘 때 무기를 수발하는 사람들 정도가 묵을 수 있었다. 혹시 있을 기습에 대비하기 위해 밤을 새워 책을 낭독하는 직무를 맡은 고쇼(小姓)가 불침번을 섰다. 나머지 일행들은 혼진 근처의 일반적인 여관에서 묶었다. 숙박 업주로서는 다이묘 행렬이 큰 돈을 벌 수 있는 기회였지만 일정의 변경이나 각종 문제로 인해 숙박 비용을 놓고 갈등을 빚기도 하였다. 다이묘 입장에서는 어떻게든 숙박비를 절약하여야만 하였고, 숙박 업주 입장에서는 미리 예약된 숙박이 취소되거나 하는 경우 그 동안의 준비 비용을 제대로 받기 어려운 경우도 많았다.。

### 세키쇼

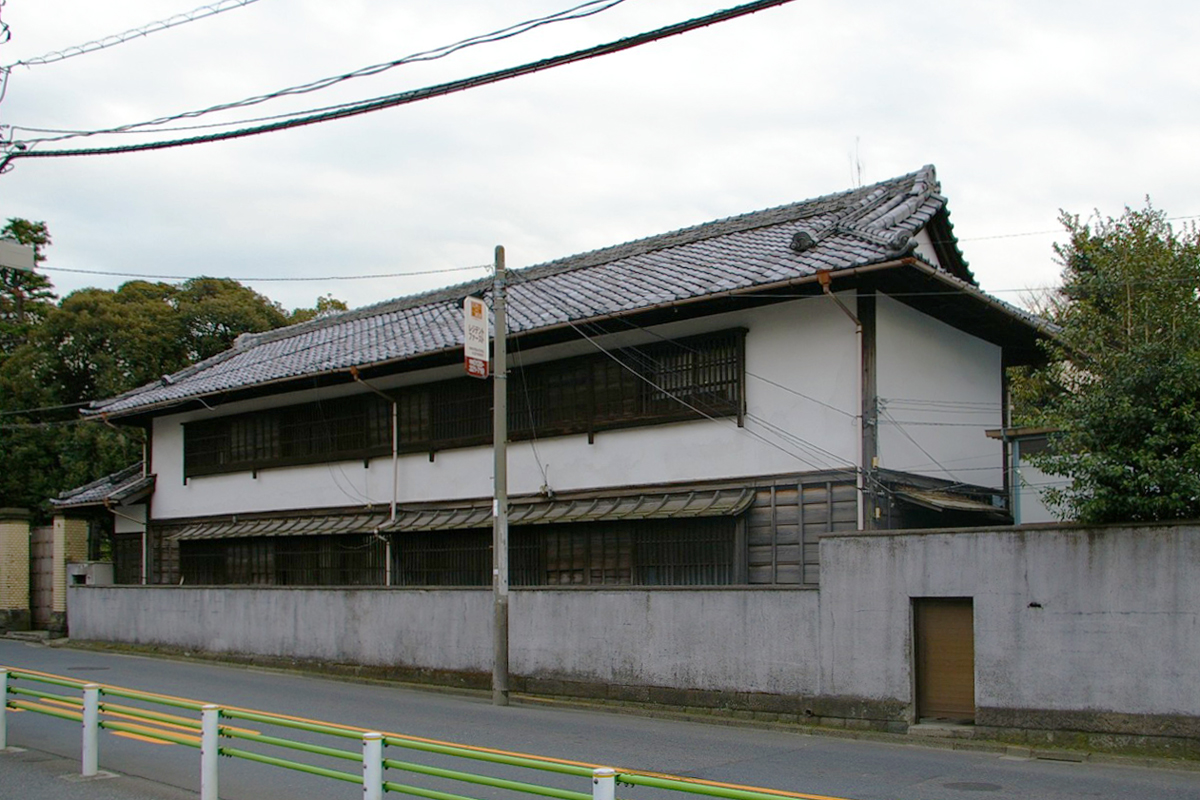
사도와라번의 시모야시키(下屋敷)

참근교대를 하는 다이묘는 반드시 지정된 세키쇼(関所)를 지나 모반의 의사가 없음을 증명하여야 하였다. 세키쇼의 역인들은 다이묘를 직접 만나 인상착의를 확인하고 통과시켰고 행렬의 인원수나 창과 활 등의 장비 상태를 기록하여 막부에 보고하였다.
비용의 절감을 위해 간소화 하여 진행된 행렬은 에도에 도착하면 위엄을 보이기 위해 우선 자신의 번에 할당된 시모야시키로 향하여 인원을 보충하고 의복을 가다듬어 행렬을 재편성하였다. 이렇게 화려하게 다시 꾸며진 행렬은 에도성에 당도하여 쇼군을 배알하고 참근을 보고하였다. 이후 다이묘는 1년간 에도에서 머무르며 생활하게 된다.

### 에도 생활
참근교대는 기본적으로 1년 마다 번갈아 이루어지는 것이었지만 간토와 같이 에도 인근에 영지가 있던 다이묘들은 영지에는 반년 정도만 머무르고 나머지 기간에는 에도에 머무르는 경우가 많았다. 이에 반해 네덜란드와 교역을 하며 서양의 배들이 드나들었던 나카사키를 경호하는 후쿠오카번과 사카번은 2년 중 에도에 1백일만 머무르도록 하였다. 멀리 떨어져 있던 쓰시마번의 경우 3년에 한 번 4개월간 참근하도록 하였고 오늘날의 홋카이도 남부에 위치하였던 마쓰마에번의 경우 5년에 한 번 4개월을 참근하도록 하였다.
에도에서 참근하는 다이묘의 가장 큰 역할은 정기적으로 쇼군을 알현하는 것이었다. 매 달 정기적인 알현 외에도 새해를 맞아 연시(年始) 알현이 있었고, 절기에 따른 셋쿠(節供), 다이묘의 지위 계승을 위한 서임(叙任)도 있었다. 그 외의 시간에는 별다른 할일이 없었기 때문에 여러 가지 소일을 하며 사치스러운 생활을 하였고, 그 비용도 매우 커서 종종 빚을 져야 하는 경우도 있었다.

## 일정과 비용
《어도중일기》에 기록된 일정과 비용은 다음과 같다.

## 영향

### 정치
무로마치 시대부터 이어지던 번주의 교토 채류의 전통을 에도의 참근교대로 대체하게 되면서 각번의 영주의 지위는 천황으로 상징되는 조정의 신료 이전에 막부의 쇼군과 주종 관계가 우선되게 되었고, 따라서 막부는 실질적인 중앙정부로서 자리잡게 되었다. 또한 이전 시기 각지의 다이묘들이 자신의 영지를 중심으로 활동하던 것과 달리 에도로 집결하게 되면서 이들 사이의 연락과 정보교환이 촉진되었다.

### 경제
참근교대는 태풍이나 홍수와 같은 불가항력적인 재난이 있더라도 정해진 기일을 지키는 것이 원칙이었기 때문에 다이묘들은 낙후하였던 도로와 교량을 정비할 수 밖에 없었고, 그 결과 일본의 도로망은 에도 시대에 들어 비약적으로 발전하였다. 가가번이 구로베강에 놓은 아이모토보시(愛本橋)가 이러한 토목공사의 대표적 사례라 할 수 있다. 이 다리는 참근교대를 위해 놓였으나 이후 인근한 슈쿠바들의 발전을 이끌면서 교통의 요지들이 훗날 도시로 발전하는 기틀이 되었다.。
참근교대에 들어가는 막대한 비용은 번과 다이묘 입장에서는 큰 재정적 부담이었고 구마자와 반잔이나 무로큐소. 나카이 지쿠잔과 같은 일본의 유학자들은 번의 재정 파탄이 국가의 쇠약으로 이어질 것이라 우려하였다.  에도 시대의 법령집인 《어촉서관보집성》(御触書寛保集成)에 따르면 "기존의 인원수가 근래에 들어 와서 몹시 많아졌다. 이는 한편으로는 국군(國郡)의 비용이고 한편으로는 인민의 노고이다. 앞으로는 이에 걸맞는 대접으로 이를 절감해 주어야 할 것이다"라며 다이묘의 수행인원과 비용등의 절감을 주문하고 있을 정도였다.
한편 다이묘 행렬과 토목공사 등에 고용된 사람들과 숙박 업자의 입장에서는 큰 수익을 올릴 수 있는 기회였고 일본의 화폐 경제 발달의 동력이 되었다.

### 풍속
다이묘가 거느렸던 각지의 수행원들이 에도를 왕래하게 되면서 에도의 문화가 전국으로 널리 전파되었다. 한편, 18세기 무렵 에도 인구의 4분의 1 가량인 약 25만 명 가량이 참근교대로 에도에 온 각지의 사람들이었기 때문에 지방의 언어와 풍속이 에도에 유입되면서 서로 영향을 주고 받았다. 참근교대로 에도 시대 일본은 전국 시대의 그늘에서 벗어나 안정기를 맞게 되었지만,  쇼군의 가신과 각지의 다이묘, 그리고 그들의 수행원들까지 합하면 사무라이 계층이 에도 인구의 절반을 넘어서게 되먼서 여성에 비해 압도적으로 많은 남성 인구와 같은 새로운 사회 문제가 불거지기도 하였다.

## 같이 보기
- 무가제법도
- 상수리 제도

## 참고 문헌
- 武部健一 (2015년 5월 25일). 《道路の日本史》. 中公新書. 中央公論新社. ISBN 978-4-12-102321-6.
- 忠田敏男 (2003). 《参勤交代道中記 加賀藩史料を読む》. 平凡社ライブラリー. 平凡社. ISBN 4-582-76463-0.
- 丸山雍成 (2007). 《参勤交代》. 日本歴史叢書. 吉川弘文館. ISBN 978-4-642-06664-8.
- 山本博文 (1998). 《参勤交代》. 講談社現代新書. 講談社. ISBN 4-06-149394-9.
- 吉村豊雄 (1989). “参勤交代の制度化についての一考察－寛永武家諸法度と細川氏－”. 《文学部論叢》 (熊本大学) 29: 28–49. hdl:2298/2729. ISSN 0388-7073. NAID 110000330102.
- 久住祐一郎『三河吉田藩・お国入り道中記』集英社インターナショナル 〈インターナショナル新書〉、2019年4月5日。ISBN 978-4-7976-8036-2。
- 工藤, 寛正編 (2009년 8월 11일), 《徳川・松平一族の事典》, 東京堂出版, ISBN 9784490107647